# Dudley (Carolina del Norte)
Dudley es un lugar designado por el censo ubicado del condado de Wayne  en el estado estadounidense de Carolina del Norte. 